# San Rafael Petzal
San Rafael Petzal é uma cidade da Guatemala do departamento de Huehuetenango.